# Легион Васа

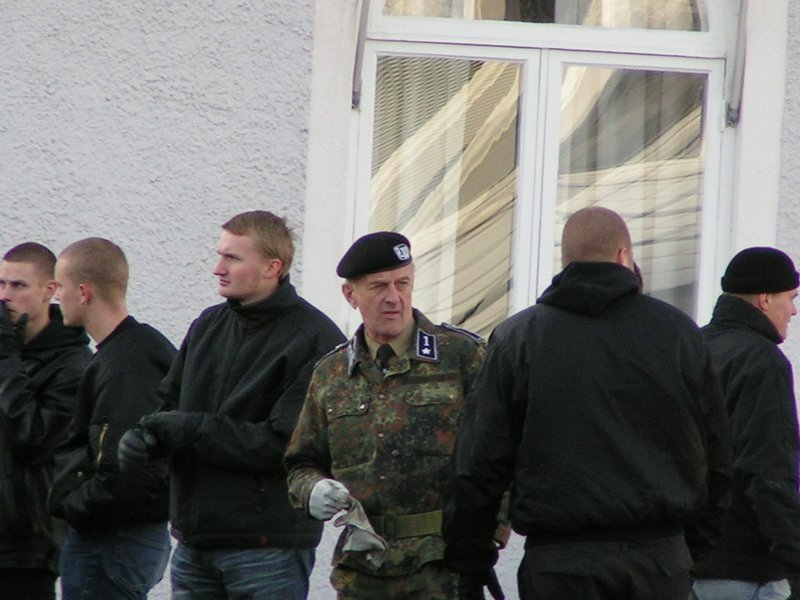
Курт Линуссон (в камуфляже) участвует в демонстрации НФС в городе Векшё в 2003-м году.

Легион Васа — шведская националистическая военизированная организация, основанная в 1999 году, которую возглавлял бывший офицер шведской армии Курт Линуссон.
Организация неоднократно привлекала внимание СМИ. Например, организация хотела принять участие в Иракской войне на стороне Саддама Хусейна, однако, когда они обратились с предложением к иракскому правительству, оно отказалось предоставлять им жильё и оплачивать поездку.
В 2004 году четверо членов организации подозревались в подготовке к массовому убийству политических оппонентов. Они были осуждены за сговор с целью совершения террористических актов, однако затем, в феврале 2005 года, оправданы. Однако трое членов организации всё же были осуждены по другим статьям, как то: причинение серьезного ущерба имуществу и применение допинга, и получили от трёх месяцев до года лишения свободы.
17 марта 2003 года в телепрограмме Hannah на канале TV 3 шведского телевидения приняли участие представительница организации и организатор шведской национал-демократической партии Тур Пауллсон.
Одним из примеров для подражания организация считает борца за свободу Финляндии Гёсту Халлберг-Куулу (фин. Gösta Hallberg-Cuula).